# Sainte-Germaine-Boulé
Sainte-Germaine-Boulé es un municipio canadiense situado en la provincia de Quebec.

## Superficie
Sainte-Germaine-Boulé tiene una superficie de 110,04 km².

## Demografía
En 2021, tenía 941 habitantes, una densidad poblacional de 8,6 hab./km², y 398 viviendas.